# GMC Balayogi Athletic Stadium

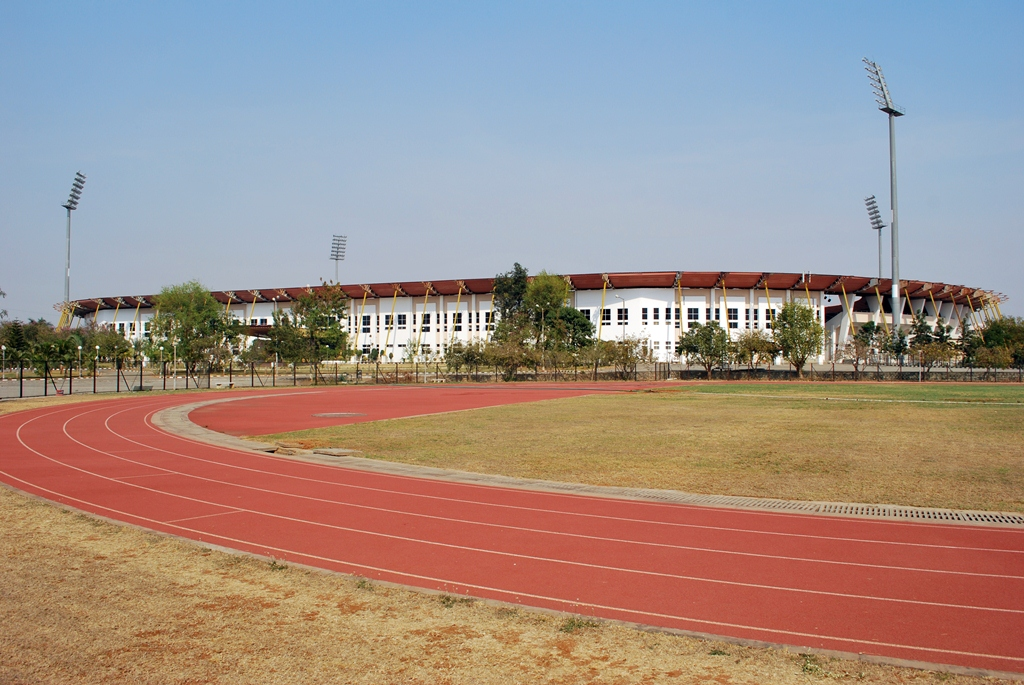
Vista exterior del GMC Balayogi Stadium.

El GMC Balayogi Athletic Stadium, anteriormente conocido como Estadio Atlético Gachibowli, es un estadio multiuso ubicado en el suburbio de Gachibowli en Hyderabad, India.

## Historia
Fue construido en el año 2002 durante el gobierno de Nara Chandrababu Naidu para ser una de las sedes de los Juegos Afroasiáticos de 2003. Principalmente es utilizado para partidos de fútbol y es la sede de los equipos Hyderabad FC y Fateh Hyderabad AFC, es para 30 000 espectadores y cuenta con una pista atlética de 400m, así como todas las condiciones para eventos de atletismo.
El 26 de diciembre de 2010 se batió un récord mundial al hacer bailar a 2800 bailarines Kuchipudi la danza del centenario.